# Lischkeia imperialis
Lischkeia imperialis, common name: the Giant Imperial Margarite, là một loài ốc biển, là động vật thân mềm chân bụng sống ở biển thuộc họ Calliotropidae.

## Miêu tả
Loài này có vỏ dài 54 mm

## Phân bố
Chúng phân bố ở Vịnh Mexico, Biển Caribe và Tiểu Antilles